# Haplophthalmus siculus
Haplophthalmus siculus är en kräftdjursart som beskrevs av Dollfus1896. Haplophthalmus siculus ingår i släktet Haplophthalmus och familjen Trichoniscidae. Inga underarter finns listade i Catalogue of Life.